# Hans Feddema
Johannes Pieter "Hans" Feddema (Oosterhesselen, 6 november 1939) is een Nederlands antropoloog en voormalig politicus. Hij was mede-oprichter van de Evangelische Volkspartij en van GroenLinks.

## Biografie
Feddema werd door zijn vader gevormd in de antirevolutionaire traditie van Guillaume Groen van Prinsterer en Abraham Kuyper. Na het afronden van het gymnasium studeerde Feddema geschiedenis aan de Vrije Universiteit en culturele antropologie aan de Universiteit van Amsterdam. Feddema was actief bij het Studentencorps aan de Vrije Universiteit al waar hij onder andere mede-oprichter en later erelid was van het dispuut Boreas. In 1971 promoveerde hij in de culturele antropologie op het onderzoek "Transvaal-Batswana kiezen voor de moderne wereld. Een vergelijkende studie van socio-culturele veranderingen in een zogenaamde Bantoestan als antwoord op het aanbod van de "boeren", de zending en de industriele stad." Hiervoor deed hij twee jaar antropologisch onderzoek naar de Tswana in Zuid-Afrika. Hij werkte na zijn promotie als docent bij een gymnasium en vervolgens als cultureel antropoloog aan de Vrije Universiteit.
Vanwege zijn achtergrond sloot hij zich aan de bij de ARJOS, de jongerenorganisatie van de Anti-Revolutionaire Partij, later werd hij actief in de ARP. Hij was vicevoorzitter van de afdeling Amsterdam en lid van het Centraal Comité van de landelijke ARP. Feddema was binnen de ARP een voorstander van een evangelisch-radicale stroming. Hij werd geïnspireerd door de christelijk-sociale dominee Jan Buskes. Hij hield vanaf het midden van de jaren '60 goede contacten met andere evangelisch-radicalen binnen de ARP, waaronder Jan Nico Scholten en Piet Boukema. Zij zette zich in voor een evangelisch-radicaal programma en waren voorstander van samenwerking van de ARP met Partij van de Arbeid.
In 1970 brak Feddema met de ARP, omdat deze in zijn ogen te veel samenwerkte met de Katholieke Volkspartij (KVP) en de Christelijk-Historische Unie (CHU) in plaats van met de PvdA. Hij was mede-oprichter van een expliciet linkse christelijke partij: de Evangelische Solidariteitspartij (ESP). De ESP bleef echter een kleine splinterpartij. Toen de ARP onder leiding van Willem Aantjes een linksere koers ging varen keerden Feddema samen met de andere ESP'ers terug naar de ARP. De ARP ging vervolgens op in het Christen-Democratisch Appel (CDA), dat anders dan Feddema had gehoopt geen linkse koers ging varen. In 1978 brak Feddema opnieuw: hij richtte samen met een aantal andere ex-ARP'ers de Evangelische Progressieve Partij (EPP) op, wederom een linkse christelijke partij. In 1980 ging de EPP over in Evangelische Volkspartij (EVP). Binnen de EVP speelde Feddema een belangrijke rol: hij was directeur van het wetenschappelijk bureau Stichting Vorming en Scholing, stond in 1981, in 1982 en 1986 op de landelijke kieslijst en was sinds 1982 vicevoorzitter.

## Linkse samenwerking
Binnen de EVP stuurde Feddema aan op samenwerking met Politieke Partij Radikalen en de Pacifistisch Socialistische Partij. Binnen de EVP werd dit niet door iedereen gedeeld. De EVP was verdeeld in een meer gematigde stroming die samenwerking tussen CDA en PvdA voorstond, en een christelijk-radicale stroming. Feddema was exponent van de tweede stroming. In 1983 ontstond er een conflict tussen Feddema en de rest van het partijbestuur over samenwerking met de PPR, de PSP en de CPN voor de Europese verkiezingen van 1984. Dit conflict leidde tot het royement van Feddema dat uiteindelijk door de partijraad werd teruggedraaid. In 1989 voerde Feddema de fusiebesprekingen voor GroenLinks namens de EVP.
Feddema bleef actief in GroenLinks: hij was lid van het eerste partijbestuur, stond op de landelijke kieslijst van 1994 en 1998. Tussen 1998 en 1999 was hij lid van de Provinciale Staten van Zuid-Holland voor GroenLinks en De Groenen. Daarnaast is hij lid van de kerngroep van De Linker Wang, het platform voor geloof en politiek binnen GroenLinks. Daarnaast publiceert Feddema regelmatig opiniestukken in dagbladen en tijdschriften.